# Leichtathletik-Europameisterschaften 1950/Dreisprung der Männer

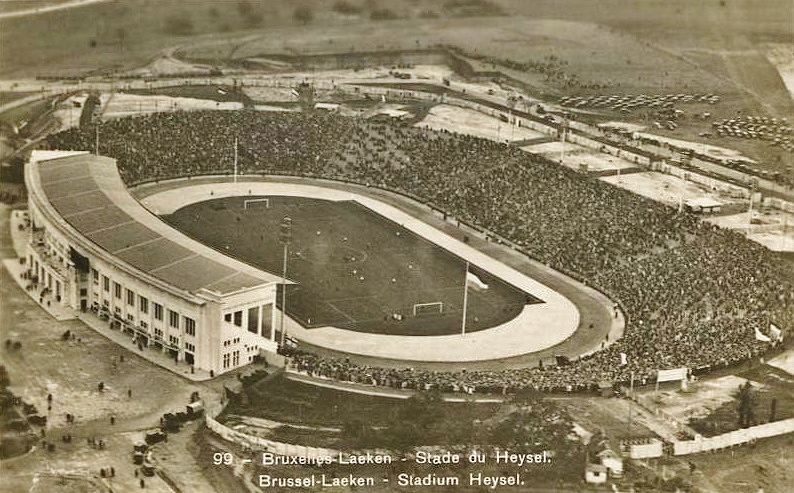
Das Brüsseler Heysel-Stadion in einer Luftaufnahme von 1935

Der Dreisprung der Männer bei den Leichtathletik-Europameisterschaften 1950 wurde am 23. August 1950 im Heysel-Stadion der belgischen Hauptstadt Brüssel ausgetragen.
Europameister wurde Leonid Schtscherbakow aus der Sowjetunion. Auf den zweiten Platz kam der Finne Valle Rautio. Bronze gewann der Türke Ruhi Sarıalp.

## Rekorde

### Bestehende Rekorde
| Weltrekord           | 16,00 m | Tajima Naoto          | OS Berlin, Deutschland                      | 6. August 1936    |
| Europarekord         | 15,70 m | Leonid Schtscherbakow | Moskau, damals Sowjetunion (heute Russland) | 20. Juli 1950     |
| Meisterschaftsrekord | 15,32 m | Onni Rajasaari        | EM Paris, Frankreich                        | 4. September 1938 |

### Rekordverbesserung
Der Europameister sowjetische Europameister Leonid Schtscherbakow verbesserte den EM-Rekord um sieben Zentimeter auf 15,39 m. Zum Europarekord fehlten ihm damit 31 und zum Weltrekord 61 Zentimeter.

## Durchführung
Alle sechzehn Teilnehmer traten ohne eine vorherige Qualifikation zum Finale an.

## Finale

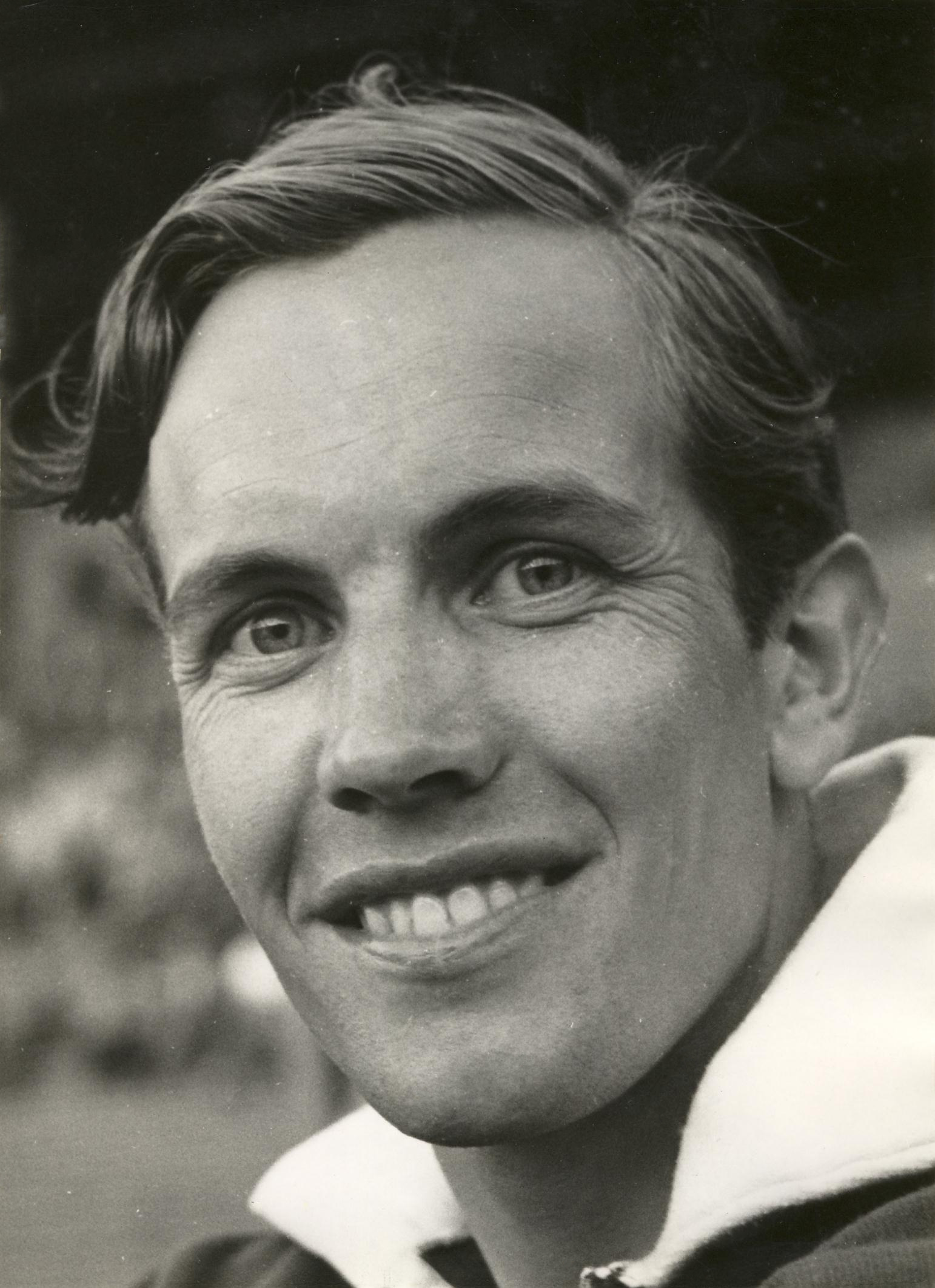
Der Dreisprung-Olympiasieger von 1948 Arne Åhman, hier auch Vizeeuropameister im Hochsprung, musste sich mit Rang fünf zufriedengeben
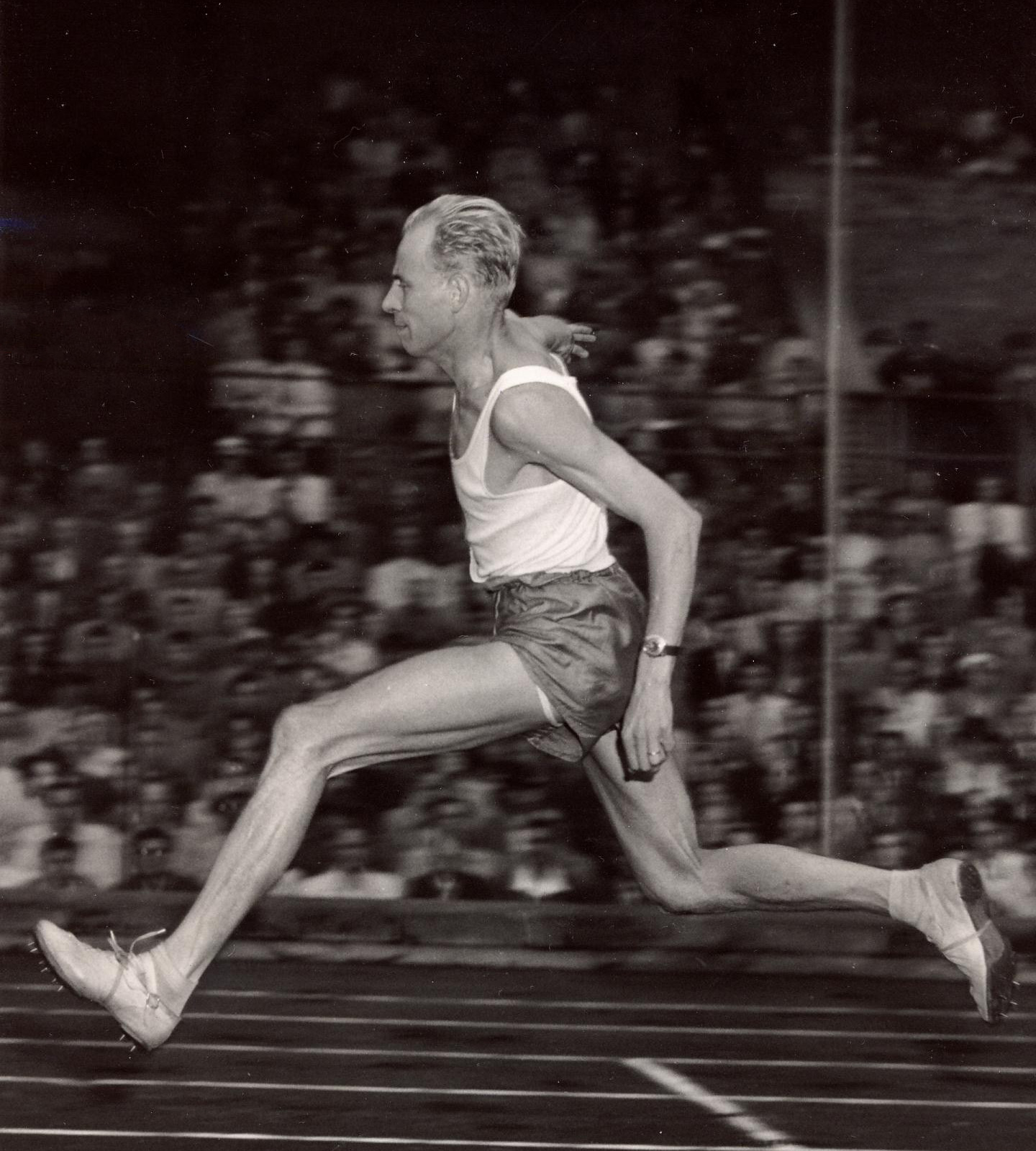
Der sechstplatzierte Lennart Moberg

23. August 1950, 17.40 Uhr
| Platz | Name                  | Nation         | Weite (m) |
| ----- | --------------------- | -------------- | --------- |
| 1     | Leonid Schtscherbakow | Sowjetunion    | 15,39 CR  |
| 2     | Valle Rautio          | Finnland       | 14,96     |
| 3     | Ruhi Sarıalp          | Türkei         | 14,53     |
| 4     | Rune Nilsen           | Norwegen       | 14,50     |
| 5     | Arne Åhman            | Schweden       | 14,48     |
| 6     | Lennart Moberg        | Schweden       | 14,46     |
| 7     | Preben Larsen         | Dänemark       | 14,35     |
| 8     | Robert Bobin          | Frankreich     | 14,02     |
| 9     | Luís García           | Portugal       | 14,01     |
| 10    | Sydney Cross          | Großbritannien | 13,97     |
| 11    | Drago Petranović      | Jugoslawien    | 13,92     |
| 12    | Henk van Egmond       | Niederlande    | 13,90     |
| 13    | Felix Würth           | Österreich     | 13,85     |
| 14    | Ioannis Palamiotis    | Griechenland   | 13,64     |
| 15    | Alojz Zagorc          | Jugoslawien    | 13,64     |
| 16    | Paul Willain          | Belgien        | 13,26     |